# Nobody’s Fool
Nobody’s Fool – ballada glammetalowa zespołu Cinderella, wydana w 1986 roku jako singel promujący album Night Songs.

## Treść
Podmiot liryczny zwraca się do kobiety, którą pociągało jego bogactwo. Czuje się wykorzystywany przez kobietę i pragnie za wszelką cenę ją zostawić. Autor piosenki – Tom Keifer – przyznał, że tekst jest zwieńczeniem wielu doświadczeń życiowych, a nie jednego konkretnego.

## Teledysk
Do utworu zrealizowany został teledysk. Jest on kontynuacją klipu do „Shake Me” i zarazem interpretacją historii o Kopciuszku. W teledysku do „Shake Me” kobieta w magiczny sposób znalazła się na koncercie grupy, podczas gdy jej siostry nie zdołały dostać się na koncert z powodu tłumu. W klipie do „Nobody’s Fool” kobieta towarzyszy zespołowi podczas występu, ale przed północą biegnie do domu, gdzie jej zwykły strój zmienia się w suknię. Następnie wraca na występ grupy, aby uzyskać autograf.
Reżyserem teledysku był Mark Rezyka.

## Odbiór
Piosenka zajęła 13. miejsce na liście Billboard Hot 100, 25. na liście Mainstream Rock oraz 35. na liście Canadian Singles Chart.